# Vicia lunata
Vicia lunata là một loài thực vật có hoa trong họ Đậu. Loài này được (Boiss. & Balansa) Boiss. miêu tả khoa học đầu tiên.